# Ticarcilina
La Ticarcilina es el nombre de un antibiótico betalactámico que pertenece al grupo de las carboxipenicilinas, uno de los subgrupos de las penicilinas. La ticarcilina se administra casi de manera invariable conjuntamente con ácido clavulánico y su principal indicación clínica es el tratamiento de infecciones causadas por bacterias gramnegativas, especialmente la Pseudomonas aeruginosa, incluyendo casos de neumonía, infecciones a los huesos, estómago, piel, articulaciones, sangre, ginecológicas y de las vías urinarias.

## Farmacología
La carbenicilina es sensible a medios con un pH ácido, es muy soluble en agua, y las preparaciones líquidas son de corta duración, de modo que debe ser usada de inmediato, después de su reconstitución. La ticarcilina no se absorbe por vía oral, por lo que solo puede administrarse por vía intramuscular o por terapia intravenosa. Por lo general, las dosis en personas adultas son de 3,5 gramos, tomadas cuatro veces cada día. 
La ticarcilina es preferida por tener una acción anti-pseudomonas de dos a cuatro veces superior a la carbenicilina, el otro antibiótico de las carboxipencilinas. Además, tiene un menor contenido de sodio por gramo —5.8 mEq/g frente a 6.2 mEq/g— y, por tanto, su uso conlleva a un menor riesgo de hipernatremia e hipopotasemia.
En casos de septicemias causadas por Pseudomonas, estas penicilinas antipseudomónicas suelen ser administradas conjuntamente con un aminoglucósido (por ejemplo, gentamicina o netilmicina), puesto que poseen un efecto sinérgico.

### Efectos secundarios
Se han reportado pocos efectos adversos con el uso de la ticarcilina, entre ellos, malestar estomacal y diarrea. Puede también producir síntomas de alergia en algunas personas alérgicas a la penicilina.

## Mecanismo de acción
Las propiedades antibióticas de la ticarcilina parten de su habilidad de prevenir el entrecruzamiento de las cadenas de peptidoglucano durante la síntesis de la pared celular bacteriana, causando la muerte celular del microorganismo. Como todas las penicilinas, la ticarcilina tienen un anillo betalactámico, por lo tanto puede ser desnaturalizada por la enzima betalactamasa, resultando en la inactivación del antibiótico. Aquellas bacterias que posean β-lactamasas serán, por tanto, resistentes a las acciones de estos antibióticos.
La ticarcilina puede también causar hipersensibilidad en pacientes con alergia a la penicilina. Por lo general se acostumbra acompañar a la ticarcilina con un inhibidor de las betalactamasas, tal como el ácido clavulánico.

## Otros usos
En la biología molecular, se usa la ticarcilina como alternativa a la ampicilina para evaluar la reutilización genética en bacterias. Su función en estas técnicas es la de prevenir la aparición de colonias satélites que son frecuentes cuando ocurre ruptura de la ampicilina en el medio de cultivo. También se emplea en la biología de plantas para eliminar al agrobacterium, usado para transportar genes a las células vegetales en experimentación.